# Halenia sphagnicola
Halenia sphagnicola är en gentianaväxtart som beskrevs av Ernest Friedrich Gilg. Halenia sphagnicola ingår i släktet Halenia och familjen gentianaväxter. Inga underarter finns listade i Catalogue of Life.